# Theatergezelschap
Een theatergezelschap (ook wel: toneelgezelschap of -groep of theatergroep) is een organisatie die zich bezighoudt met het repeteren en uitvoeren van theatervoorstellingen. Een theatergezelschap bestaat daartoe over het algemeen uit een groep artistieke medewerkers, waaronder de acteurs, regisseurs, theatervormgevers, lichtontwerpers en dramaturgen, en een groep productiemedewerkers, die zaken als boekingen, begrotingen, marketing en subsidieaanvragen behandelen. Meestal bestaat een theatergezelschap uit een vaste kern van acteurs en een regisseur die optreedt als artistiek leider, en daarmee de richting die het gezelschap aanhoudt bepaalt. Ook kan een theatergezelschap gastacteurs of gastregisseurs aannemen, die voor een specifieke voorstelling voor het gezelschap werken.
Nederland kent enkele tientallen professionele theatergezelschappen, waarvan de meeste op een bepaalde manier subsidie voor hun werk krijgen. Grote toneelgezelschappen en het Friestalige toneelgezelschap Tryater krijgen structureel subsidie van de overheid. Middelgrote gezelschappen ontvangen vaak ook subsidie van de gemeente waarin zij zijn gevestigd.
Naast de door het rijk gesubsidieerde gezelschappen zijn er ook groepen die worden gesubsidieerd door het Fonds Podiumkunsten of door gemeenten, provincies of fondsen. De meeste professionele theatergezelschappen zijn een stichting met of zonder winstoogmerk.
Daarnaast kent Nederland een omvangrijk aantal amateurtheatergezelschappen, die uiteenlopen van studententheatergroepen tot lokale buurt- of dorpstoneelgroepen.